# Kristine Bonnevie
Pour les articles homonymes, voir Bonnevie.
Kristine Bonnevie (8 octobre 1872 Trondheim - 30 août 1948 Oslo) est une biologiste norvégienne et la première femme professeur de ce pays. Ses domaines de recherche sont la cytologie, la génétique et l'embryologie.
En 1911, elle devient la première femme membre de l'Académie norvégienne des sciences et des lettres.
Le cratère vénusien Bonnevie porte son nom en son honneur.

## Vie personnelle
Kristine Bonnevie est la fille de l’auteur et éducateur Jacob Aall Bonnevie et d’Anne Johanne Daae. Elle est la cinquième enfant d’une fratrie de sept. Jacob Aall Bonnevie aura par la suite deux autres enfants d’un second mariage avec Susanne Bryn.

## Carrière académique
En 1892, Kristine Bonnevie passe son examen artium, certification qui lui permet d’être admise à l'Université Royale Frederick (aujourd’hui Université d’Oslo), où elle commence ses études de médecine mais s’oriente rapidement en zoologie. De 1898 à 1899, elle se forme aux techniques de cytologie à Zurich sous la direction d’Arnold Lang, puis de 1900 à 1901 à Wurtzbourg sous la direction de Theodor Boveri. Intéressée par la structure et la fonction des chromosomes, elle se forme de 1906 à 1907 à l’Université Columbia à New York sous la direction d’Edmund Beecher Wilson. Elle termine son doctorat en 1906, avec des travaux portant sur les cellules germinales du mollusque marin Enteroxenos oestergreni (en).
En 1911, Kristine Bonnevie devient la première femme membre de l’Académie norvégienne des sciences et des lettres, et en 1912 la première femme professeure d'université de Norvège. Elle enseigne la zoologie et dirige le laboratoire de zoologie à l'Université Royale Frederick de 1912 à 1938. Elle dirige également l’institut de recherches en génétique à partir de 1916. Dans les années 1930, l’explorateur Thor Heyerdahl est l’un de ses étudiants. De 1922 à 1933, Kristine Bonnevie participe aux travaux de la Commission internationale de coopération intellectuelle (CICI) de la Société des Nations, aux côtés d’Henri Bergson, Albert Einstein et Marie Curie.
Elle crée un lieu d’étude pour jeunes femmes en 1916. En 1922, elle fonde l’Association norvégienne des femmes diplômées des universités (Norske Kvinnelige Akademikeres Landsforbund), qu’elle dirige de 1922 à 1925.

## Carrière politique
Kristine Bonnevie est un membre important du Parti libéral de gauche en Norvège de 1909 à 1918. Elle est élue membre du conseil de la ville de Cristiania (actuelle Oslo), où elle siège de 1908 à 1919. En 1915, elle siège en tant que député au Storting .

## Hommages et distinctions
En 1920, Kristine Bonnevie reçoit la médaille royale du mérite en or, et en 1935 le prix  Nansen. Elle est faite chevalier de 1re classe de l’ordre de Saint-Olaf en 1946.
Le bâtiment de biologie de l’université d’Oslo porte son nom.